# Davonte Howell
Davonte Howell, född 28 oktober 2005, är en friidrottare från Caymanöarna. Han deltog vid olympiska sommarspelen 2024.